# 蘇州日本人女性襲撃事件
蘇州日本人女性襲撃事件（そしゅうにほんじんじょせいしゅうげきじけん）は、2025年7月31日に中華人民共和国江蘇省蘇州市で発生した襲撃事件。

## 事件の概要
2025年7月31日夕方、中国江蘇省蘇州市内の地下鉄「星海広場」駅構内で日本人の母親と子どもが背後から襲われた。母親は石のようなもので殴られ、頭から鮮血を流した。2人は下車してトイレに向かう途中だった。犯人の中国人男性はその場から逃走し、母親は頭を縫うケガを負った。女性の命に別条はなく、子供にケガはなかった。事件を受け、日本政府は中国政府に容疑者の身柄の確保と再発防止を要求した。8月1日、犯人の身柄が確保された。なお、この件について現地メディアはまったく報道しなかった。
こうした事件の背景には、中国では毎日のようにテレビやインターネットで反日的なコンテンツが大量に流されているという指摘があり、また、中国政府が国民の反日感情を強く煽る背景には、習近平政権下のゼロコロナ政策や経済不況で国内が不満が強まっており、中国共産党が国威発揚のほか国民の不満をそらすために反日キャンペーンを推し進めていると分析されている。